# Муна (Юкатан)
Муна (исп. Muna) — небольшой город в Мексике, штат Юкатан, административный центр одноимённого муниципалитета. Численность населения, по данным переписи 2010 года, составила 11 469 человек.

## Общие сведения
Название Muna с майянского языка можно перевести как мягкая вода, где Mun — нежный, мягкий, и A — вода.
Первое упоминание о поселении относятся к 1700 году, когда оно стало энкомьендой под управлением дона Алонсо Росадо. В 1875 году Муне был присвоен статус вильи.